# Roman Brandstaetter

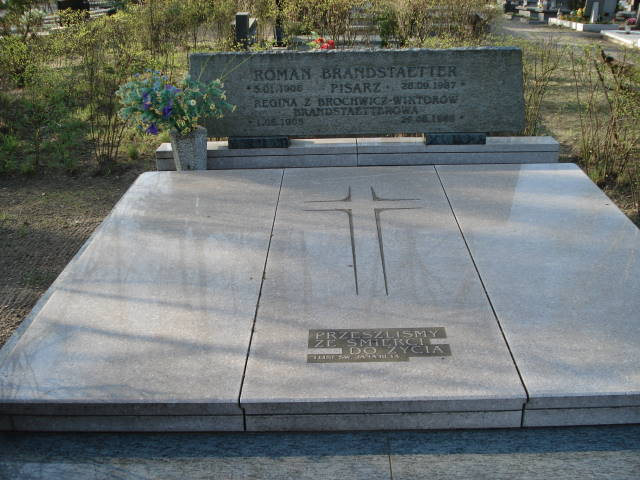
Hrob Romana Brandstaettera v Poznani

Roman Brandstaetter (3. ledna 1906, Tarnów – 28. září 1987, Poznaň) byl polský spisovatel.

## Život
Roman Brandstaetter pocházel z polské židovské rodiny. Na univerzitě ve Varšavě studoval polonistiku. Během druhé světové války žil jako emigrant v Palestině. V letech 1946–1948 působil jako kulturní atašé na polském velvyslanectví v Římě.
Po návratu do Polska v roce 1948 žil v Poznani, kde získal pozici ředitele Polského literárního divadla a poté Velkého divadla. Zastával také funkci místopředsedy poznaňské pobočky Svazu polských spisovatelů.
V roce 1950 se Brandstaetter přestěhoval do Zakopaného, kde strávil 10 let ve funkci předsedy Rady pro kulturu v Městské národní radě. V témže roce se stal členem polského PEN klubu.
V roce 1951 napsal historické dramatické libreto k opeře Tadeusze Szeligowského Bunt żaków (Vzpoura studentů).
V roce 1956 se stal korespondentem francouzské Academie Rhodanienne des Lettres.
V epicentru jeho zájmu stála historická dramata, romány a nábožensky laděná lyrika. Také se věnoval překladu. O svojí konverzi ke katolicismu napsal knihu s názvem Kroniki Assyżu (1947). Přeložil také vybraná díla Shakespeara.

## Publikační činnost

### České překlady zpolštiny
- Ježíš z Nazareta (orig. 'Jezus z Nazarethu'). 1. vyd. Praha: Práh, 2015. Překlad: Terezie Z. Eisnerová (Pozn.: čtyřdílný román)[1]
- Píseň o životě a smrti Fryderyka Chopina (orig. 'Pieśń o życiu i śmierci Chopina'). 1. vyd. Rosice u Brna: Gloria, 2001. 115 S. Překlad: Emil J. Havlíček
- Stručně a podle abecedy: výbor krátkých próz proložený několika básněmi (orig. 'Bardzo krótkie i nieco dłuższe opowieści'). 1. vyd. Brno: Cesta, 1998. 111 S.
- Patriarchové: příběh Izáka a jeho syna Jákoba (orig. 'Patriarchowie'). 1. vyd. Brno: Cesta, 1996. 127 S. Překlad: Emil J. Havlíček
- Proti své vůli: příběh Jonáše, syna Amittajova. 1. vyd. Brno: Cesta, 1995. 118 S. Překlad: Emil J. Havlíček
- Poražený Faust (orig. 'Faust zwyciezony'). Praha: Pragokoncert, 1969. 52 S. Překlad: Jaroslav Simonides
- Umbrijské kroniky (orig. 'Kroniki Assyžu; Dwie muzy'). 1. vyd. Praha: Lidová demokracie, 1967. 109 S. Překlad: Jaroslav Simonides
- Soumrak démonů: nelidská komedie o 4 dějstvích (orig. 'Zmierzch demenów'). Praha: Dilia, 1964. 96 S. Překlad: Erich Sojka
- Markolt: Enšpiglovská komedie o 8 kusech a 4 intermediích. Praha: Dilia, 1960. 73 S. Překlad: Kamil Bednář a Jaroslav Simonides